# Ewartithrips salviae
Ewartithrips salviae är en insektsart som beskrevs av Nakahara 1995. Ewartithrips salviae ingår i släktet Ewartithrips och familjen smaltripsar. Inga underarter finns listade i Catalogue of Life.